# (9952) 1991 AK
(9952) 1991 AK (1991 AK, 1976 SV2, 1989 SY6) — астероїд головного поясу, відкритий 9 січня 1991 року.
Тіссеранів параметр щодо Юпітера — 3,385.